# Urophora conferta
Urophora conferta
 es una especie de insecto díptero. Walker lo describió científicamente por primera vez en el año 1853.
Esta especie pertenece al género Urophora de la familia Tephritidae.